# Тодораки Пешов
Тодораки Пешов е български общественик и търговец, който става първият избран председател на градския съвет на София след Освобождението.

## Биография
Тодораки Пешов е роден на 5 април 1838 година в село Желява, Новоселско. Син е на Пешо Тодоров – Желявеца, търговец, който се установява в София и е сред ръководителите на българската община в града - избиран е за член на меджлисите, член е на Следствената комисия по Арабаконашкия обир, довел до обесването на Васил Левски (1873), заточен е в Диарбекир през 1875-1878 година. По-малък брат на Тодораки Пешов е генерал-лейтенант Никола Желявски.
Пешов учи в софийското българско класно училище при Сава Филаретов. Член е на революционния комитет и съратник на Васил Левски. През 1871 г. е член на общинското управление и отговаря за учителските заплати. На 10 февруари 1878 г. става член на първия градски съвет на София.
Той е първият избран кмет на София (30 декември 1878 – 13 септември 1879), а за втори път заема поста в периода 10 май 1884 – 24 август 1885 г. По време на първия му мандат са открити Първа софийска мъжка гимназия и Софийската първоразрядна болница. През втория му мандат се изгражда част от новата водоснабдителна система на града – резервоари при село Бояна и част от водопровода, свързващ ги със София. Тодораки Пешов е сред учредителите на Народната библиотека. Спомага за събирането на пари за издигане на паметник на Васил Левски.
Умира в София през 1892 г.

## Памет
На Тодораки Пешев е наречена улица в квартал „Илинден“ в София (Карта).